# Kisbarna
Kisbarna (horvátul: Mala Barna) falu Horvátországban Belovár-Bilogora megyében. Közigazgatásilag Grobosinchoz tartozik.

## Fekvése
Belovártól légvonalban 34, közúton 40 km-re délkeletre, Verőcétől légvonalban 17, közúton 27 km-re délnyugatra, községközpontjától légvonalban 5, közúton 7 km-re északkeletre a Bilo-hegység délnyugati lejtőin, a Barna-patak partján fekszik.

## Története
A térségben az emberi jelenlét első nyomai a kőkorszakból származnak. A szomszédos Nagybarnától északra fekvő mezőn több őskori kerámia és töredékei kerültek elő. A grobosinci elemi iskola gyűjteményében kőkések, szekercék, árak, kisebb-nagyobb kőnehezékek találhatók, melyek nagy része szintén innen származik. Nagybarna Krševina nevű településrészén egy nagyobb rézkori település volt, itt az i. e. 1900 és 1800 között virágzott vučedoli kultúra és az i. e. 1200 körüli halomsíros kultúra emlékei kerültek elő.
A török kiűzése után a község területe majdnem teljesen lakatlan volt és rengeteg szántóföld maradt műveletlenül. Ezért a bécsi udvar elhatározta, hogy a földeket a betelepítendő határőrcsaládok között osztja fel. Az első betelepülő családok 1698-ban érkeztek Lika, Bosznia, a horvát Tengermellék, Imotski és kisebb számban az Isztria területéről. Újjászervezték a közigazgatást is. Létrehozták a katonai határőrvidéket, mely nem tartozott a horvát bánok fennhatósága alá, hanem osztrák és magyar generálisok irányításával közvetlenül a bécsi udvar alá tartozott.
A települést 1774-ben az első katonai felmérés térképén „Dorf Mala Barna” néven találjuk. A katonai közigazgatás idején a szentgyörgyvári ezredhez tartozott. Lipszky János 1808-ban Budán kiadott repertóriumában „Barna (Mala)” néven szerepel. Nagy Lajos 1829-ben kiadott művében „Barna (Mala)” néven 41 házzal, 76 katolikus és 139 ortodox vallású lakossal találjuk.
A katonai közigazgatás megszüntetése (1871) után Magyar Királyságon belül Horvát-Szlavónország részeként, Belovár-Kőrös vármegye Grubisno Poljei járásának része volt. 1857-ben 148, 1910-ben 335 lakosa volt. 1910-ben a népszámlálás adatai szerint lakosságának 58%-a szerb, 24%-a horvát, 18%-a magyar anyanyelvű volt. Az I. világháború után 1918-ban az új szerb-horvát-szlovén állam, majd később (1929-ben) Jugoszlávia része lett. 1941 és 1945 között a németbarát Független Horvát Államhoz tartozott.
A háború után a település a szocialista Jugoszláviához tartozott. 1991-től a független Horvátország része. 1991-ben lakosságának 75%-a szerb, 16%-a horvát nemzetiségű volt. A délszláv háború kirobbanása után szerb szabadcsapatok ellenőrizték. 1991. október 31-jén az Otkos 10 hadművelet első napján foglalta vissza a horvát hadsereg. A szerb lakosság nagy része elmenekült. 2011-ben 30 lakosa volt.

## Lakossága
| Lakosság változása | Lakosság változása | Lakosság változása | Lakosság változása | Lakosság változása | Lakosság változása | Lakosság változása | Lakosság változása | Lakosság változása | Lakosság változása | Lakosság változása | Lakosság változása | Lakosság változása | Lakosság változása | Lakosság változása | Lakosság változása |
| ------------------ | ------------------ | ------------------ | ------------------ | ------------------ | ------------------ | ------------------ | ------------------ | ------------------ | ------------------ | ------------------ | ------------------ | ------------------ | ------------------ | ------------------ | ------------------ |
| 1857               | 1869               | 1880               | 1890               | 1900               | 1910               | 1921               | 1931               | 1948               | 1953               | 1961               | 1971               | 1981               | 1991               | 2001               | 2011               |
| 148                | 162                | 196                | 268                | 292                | 335                | 334                | 373                | 257                | 252                | 214                | 189                | 135                | 106                | 29                 | 30                 |

## Nevezetességei
Turski bunar (Törökkút) régészeti lelőhely.